# Educación secundaria en Japón

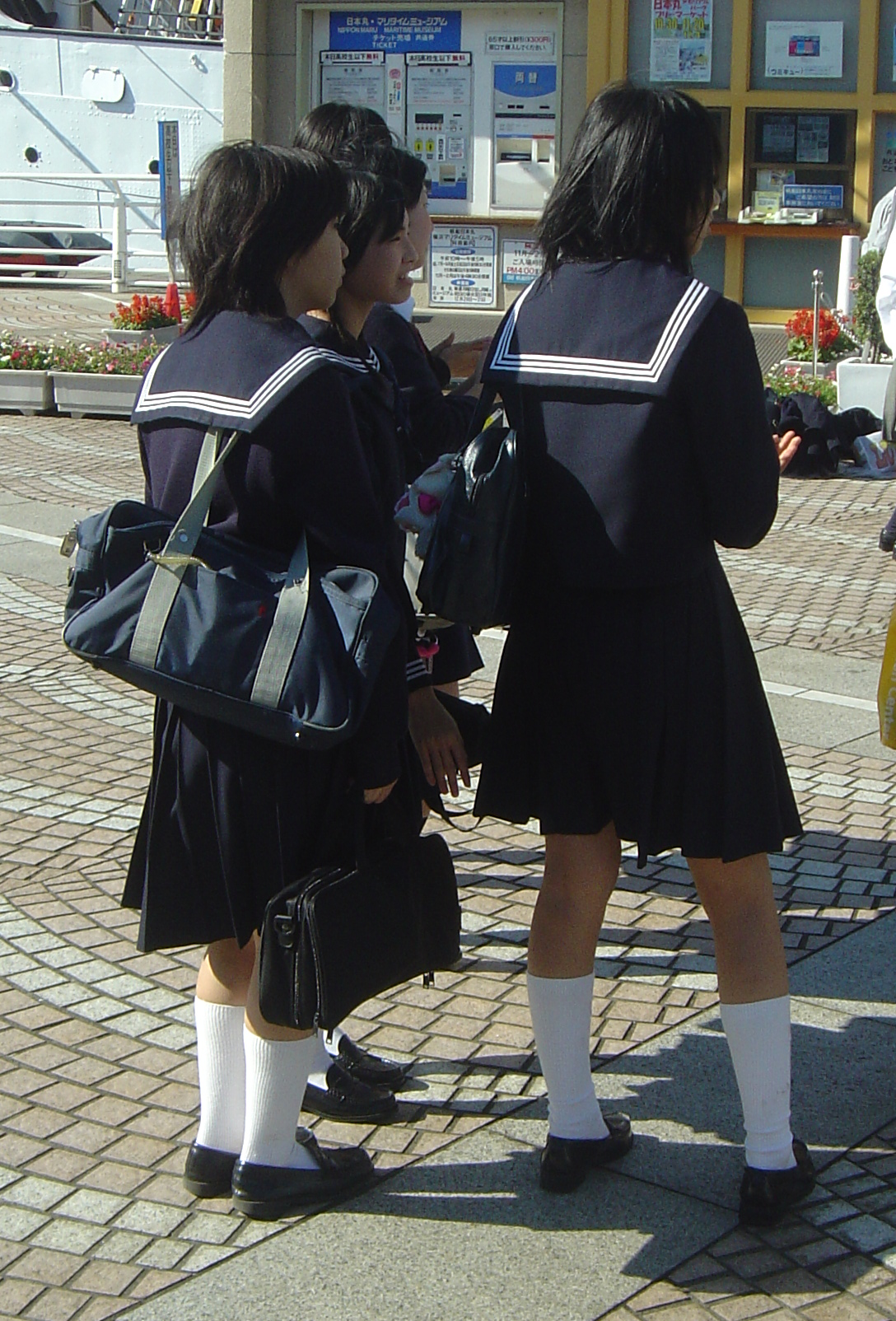
Estudiantes japonesas vistiendo el uniforme escolar japonés (también llamado sailor fuku).

La educación secundaria en Japón se divide en educación media básica (中学 chūgaku?), que comprende desde el séptimo grado al noveno grado; y en bachillerato o preparatoria (高等学校 kōtōgakkō?,  abreviado como 高校 kōkō), que comprende desde el décimo grado al duodécimo grado. Si bien sólo es obligatoria la educación secundaria básica, el 94% de los estudiantes de la misma continuaron estudiando en la educación secundaria preparatoria.

## Ciclo básico

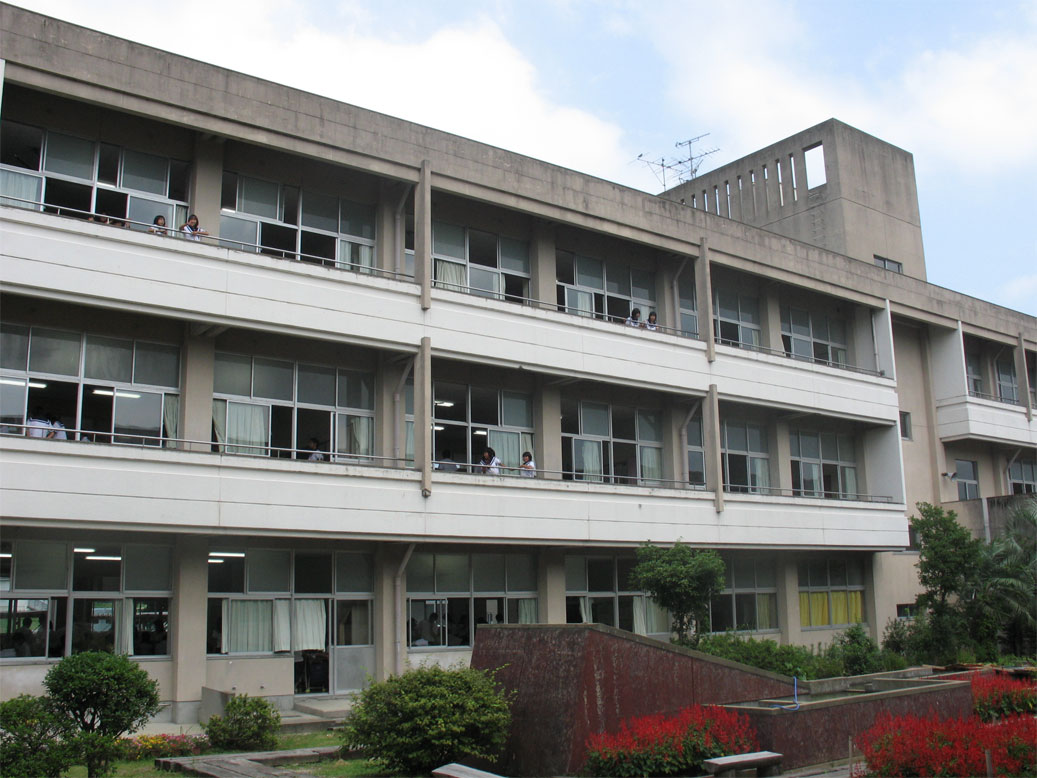
El ala del patio y los salones de clase de Onizuka Junior High School (鬼冢 中 学校) en Karatsu, prefectura de Saga.

Las instituciones de enseñanza secundaria básica comprende al séptimo, octavo y noveno grado. Las edades generalmente van de los trece a quince años, con un mayor enfoque en los estudios académicos. Si bien es posible dejar el sistema educativo formal al finalizar la secundaria básica para buscar empleo, menos del 4% lo hicieron a finales de los años 1980.
Al igual que la mayoría de las escuelas primarias, muchas secundarias básicas en los años ochenta eran públicas y financiadas por el gobierno, mientras que el 5% eran privadas. En 1988 las instituciones privadas costaban ¥ 558 592 por estudiante, alrededor de cuatro veces más que los ¥ 130 828 que el Ministerio de educación japonés estima que cuesta la educación de estudiantes en secundarias públicas.
El mínimo número de días de clase en un año en Japón es de 210, comparados con los 180 de Estados Unidos. Sin embargo, los estudiantes suelen asistir al colegio en 240 a 250 días al año. Una parte considerable del calendario escolar es ocupado por eventos no académicos, como días deportivos y viajes escolares.
En la secundaria básica, las dos terceras partes del cuerpo docente son hombres. Las secundarias son dirigidas por directores, de los que en 1988 el 99% eran hombres. Con frecuencia los profesores se especializaron en las materias que imparten, y más del 80% se graduó de un curso universitario de cuatro años. Las clases son grandes, con un promedio de 38 estudiantes, y cada clase se le asigna un profesor consejero. A diferencia de los estudiantes de primaria, los estudiantes de secundaria básica tienen diferentes profesores para distintas asignaturas. Los profesores de las asignaturas por lo general van a una nueva aula en cada período de 50 minutos.

## Preparatoria
Aparte de la Educación Común, hay Comercio, Industria y otras especialidades que puede elegir de acuerdo a sus aptitudes. El turno de día dura 3 años y el turno de noche dura 4 años. Para ingresar, al igual que los estudiantes japoneses egresados de la secundaria elemental, debe aprobar el examen de admisión. Para ello es necesario tener un nivel alto de japonés. Sin embargo, algunos colegios privados aceptan estudiantes de habla inglesa sin necesidad de hablar el japonés.

## Educación secundaria no obligatoria
A pesar de no ser obligatoria, el 90% de la población asiste a la educación secundaria. Más de 2,5 millones de estudiantes continúan estudiando en universidades y colegios terciarios. En el pasado, el proceso de selección para la educación de alto nivel era descrito como "infernal" o "bélico". Sin embargo, con el cada vez más pequeño número de nacimientos en Japón, la situación se ha revertido. Actualmente los colegios y universidades deben competir entre sí para ganar estudiantes.
Secundaria Elemental concluida la escuela primaria, continúan 3 años de educación secundaria elemental. Mayor información puede obtenerla en la escuela primaria.